# Lisac (Dubrovačko primorje)
Lisac falu Horvátországban, Dubrovnik-Neretva megyében. Közigazgatásilag Dubrovačko primorje községhez tartozik.

## Fekvése
A Dubrovnik városától légvonalban 31, közúton 45 km-re, községközpontjától légvonalban 9, közúton 12 km-re északnyugatra a tengermelléken, a hercegoviai határ mellett fekszik. Főbb településrészei Kotezi és Lisac, ezen belül találhatók még a korábbi Đuran és Vojvoda, Glumci, Jarak, Rudine és Vidovići településrészek.

## Története
Lisac területe már az ókorban lakott volt. Az itt élt első ismert nép az illírek voltak, akik az i. e. 2. évezredtől fogva éltek itt magaslatokon épített erődített településeken és kövekből rakott halomsírokba temetkeztek. Halomsírjaikból több mint nyolcvan található a település határában is. Az illírek i. e. 35-ig uralták a térséget, amikor Octavianus hadai végső győzelmet arattak felettük. A Nyugatrómai Birodalom bukása után 493-tól a keleti gótok uralták a területet. 535-ben Dalmáciával együtt a Bizánci Császárság uralma alá került. A horvátok ősei a 7. században érkeztek Dalmáciába és csakhamar megalapították első településeiket. Ezek elsőként a termékeny mező melletti, ivóvízzel rendelkező helyeken alakultak ki. A Dubrovniki tengermellék hét plébániájával Zahumljéhez tartozott, a zsupán az északnyugatra fekvő Ošljéban székelt egészen az 1241-ben bekövetkezett tatárjárásig. Ezután a zsupán az innen délkeletre fekvő Slanóba települt át és ez a település lett az egész Dubrovniki tengermellék központja. 1399-ben a Dubrovniki tengermellékkel együtt Lisac is a Raguzai Köztársaság része lett, amely 1500 aranydukátért megvásárolta Ostoja bosnyák királytól. Lisac plébániáját már 1390-ben említik, akkoriban Lisac, Kotezi, Točionik, Trnovica, Čepikuće, Podgora, Podimoč és Smokvina településeket foglalta magában. A mai plébániatemplomot 1611-ben építették a régi Szentháromság templom mellé.
A Raguzai Köztársaság bukása után 1806-ban Dalmáciával együtt ez a térség is a köztársaságot legyőző franciák uralma alá került, de Napóleon bukása után 1815-ben a berlini kongresszus Dalmáciával együtt a Habsburgoknak ítélte. A környező településekhez hasonlóan a lakosság többsége szegénységben élt, megélhetési forrása a mezőgazdaság és az állattartás volt. A településnek 1857-ben 218, 1910-ben 276 lakosa volt. 1918-ban az új szerb-horvát-szlovén állam, majd később Jugoszlávia része lett. A délszláv háború során 1991. október 1-jén kezdődött a jugoszláv hadsereg (JNA) támadása a Dubrovniki tengermellék ellen. Az elfoglalt települést a szerb erők kifosztották és felégették. 1992. májusáig lényegében lakatlan volt. A háború után rögtön elkezdődött az újjáépítés. 1996-ban újabb csapásként földrengés okozott súlyos károkat. 1997-ben megalakult Dubrovačko primorje község, melynek Lisac is része lett. A településnek 2011-ben 36 lakosa volt, akik főként mezőgazdaságból, állattartásból és szőlőtermesztésből éltek.

## Népesség
| Lakosság változása | Lakosság változása | Lakosság változása | Lakosság változása | Lakosság változása | Lakosság változása | Lakosság változása | Lakosság változása | Lakosság változása | Lakosság változása | Lakosság változása | Lakosság változása | Lakosság változása | Lakosság változása | Lakosság változása | Lakosság változása |
| ------------------ | ------------------ | ------------------ | ------------------ | ------------------ | ------------------ | ------------------ | ------------------ | ------------------ | ------------------ | ------------------ | ------------------ | ------------------ | ------------------ | ------------------ | ------------------ |
| 1857               | 1869               | 1880               | 1890               | 1900               | 1910               | 1921               | 1931               | 1948               | 1953               | 1961               | 1971               | 1981               | 1991               | 2001               | 2011               |
| 218                | 251                | 226                | 261                | 281                | 276                | 259                | 233                | 197                | 196                | 178                | 156                | 97                 | 52                 | 34                 | 36                 |

## Nevezetességei
- A Rózsafüzér királynője tiszteletére szentelt plébániatemploma 1611-ben épült a régi templom mellé. Négyszáz éves története során többször megújították, de külseje csak a 19. században az előcsarnok építésekor változott meg. 1991-ben a falut elfoglaló szerb csapatok súlyosan megrongálták, majd az 1996-os földrengésben is megsérült. Felújítása 1999-ben történt, amikor a templomot és új oltárát is felszentelték.
- A Mindenszentek tiszteletére szentelt temploma középkori eredetű 20. századi kapuzattal. Felújítása megtörtént, de ennek ellenére nincs használatban.
- Ókori halomsírokból több mint nyolcvan található a határában.

## Gazdaság
A helyi gazdaság a mezőgazdaságon alapul, mellette az állattartás és a szőlőtermesztés jelentős.

## Oktatás
A település régi iskolája már évtizedek óta nem működik.